# 栃木県道288号大橋家中線

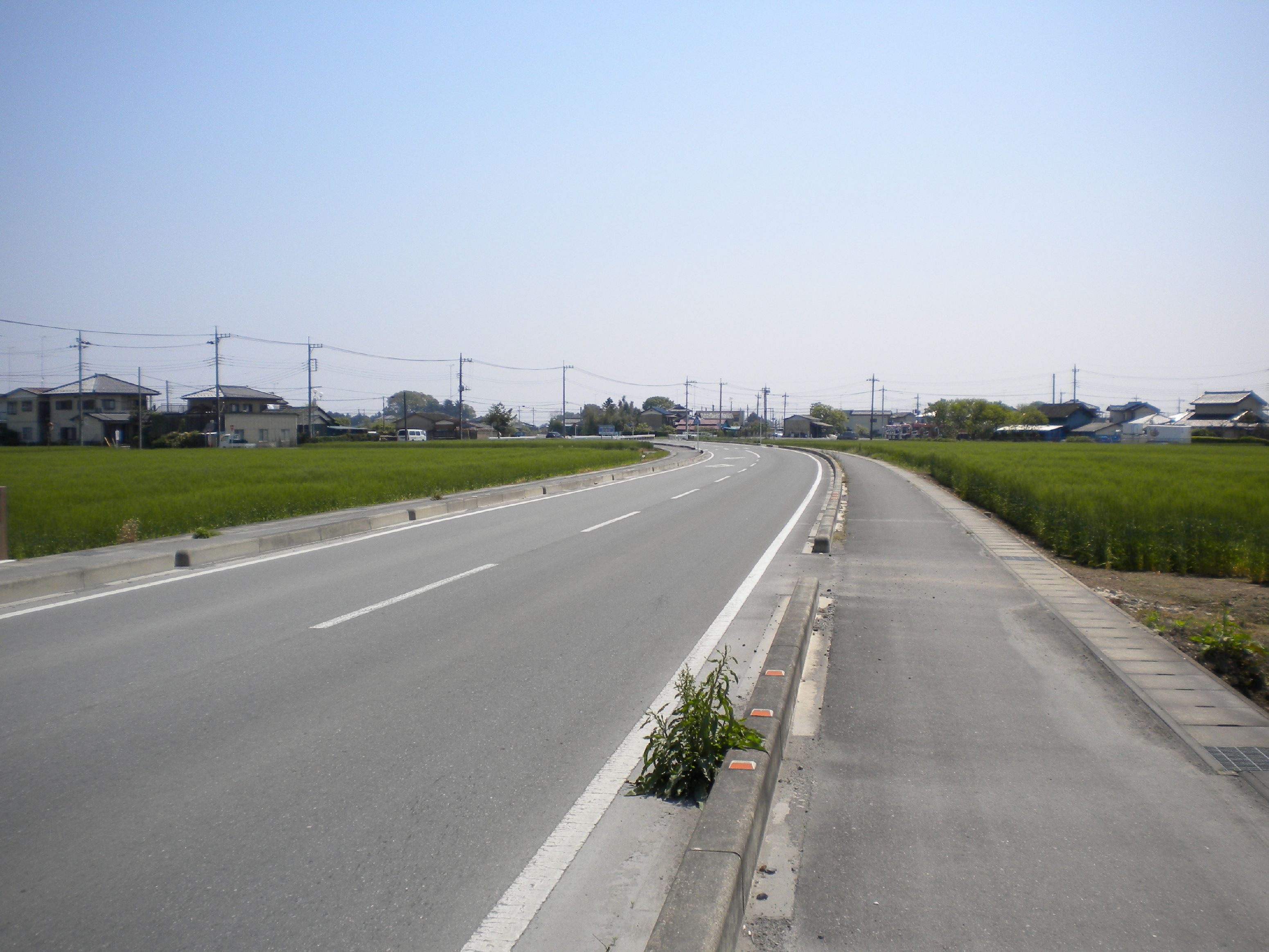
栃木市都賀町家中付近

栃木県道288号大橋家中線（とちぎけんどう288ごう おおはしいえなかせん）は、栃木県栃木市に位置する一般県道である。

## 概要
栃木市都賀地域の赤津地区と家中地区を東西に結ぶ路線である。終点付近で東武日光線の踏切を通過するほか、栃木県道221号国谷家中停車場線との接続がクランク状となっており、栃木県道3号宇都宮亀和田栃木線（例幣使街道）の橋本北交差点・橋本南交差点間でしばしば渋滞が発生する。そのため、橋本北交差点に直接接続する新道の整備が行われている。

## 路線データ
- 起点：栃木県栃木市都賀町大橋（大橋交差点 = 栃木県道37号栃木粟野線交点）
- 終点：栃木県栃木市都賀町家中（橋本南交差点 = 栃木県道3号宇都宮亀和田栃木線交点）
- 総延長：2.887km
- 実延長：2.835km[1]
- 認定：1976年（昭和51年）1月16日

## 交差する道路
- 栃木県道177号上久我栃木線（栃木市都賀町原宿・桜内十字路）

## 沿線施設
- 栃木市立赤津小学校